# Tramandaí
Tramandaí is een gemeente in de Braziliaanse deelstaat Rio Grande do Sul. De gemeente telt 44.040 inwoners (schatting 2009).

## Aangrenzende gemeenten
De gemeente grenst aan Cidreira, Imbé en Osório.